# المسرح الوطني في كوسوفو
المسرح الوطني في كوسوفو ((بالألبانية: Teatri Kombëtar)‏؛ (بالصربية: Narodno pozorište)‏) تأسس عام 1946 في مدينة بريزرن في كوسوفو. المسرح هو أعلى مؤسسة مسرحية في دولة كوسوفو، وصاحب أكبر عدد من الإنتاجات المسرحية في البلد. المسرح الوطني هُو المسرح العام الوحيد في كوسوفو، حيث يحصُل على تمويله من وزارة الثقافة والشباب والرياضة.

## روابط خارجية
- الموقع الرسمي